# SS Federico C.
El SS Federico C. fue un crucero que saltó a los titulares cuando sus pasajeros fueron desembarcados a mitad de su crucero y el buque fue detenido en el puerto de Halifax. El barco se hundió en aguas internacionales tres meses después. En el momento del hundimiento, era propiedad de International Shipping Partners y estaba asegurado por 20 millones de dólares, mientras que su valor como chatarra se estimaba entre 5 y 6 millones de dólares. A lo largo de su carrera tuvo varios nombres; Federico C. (1958–1983), Royale (1983–1983), StarShip Royale (1983–1988) y SeaBreeze (1988–2000).

## Hundimiento

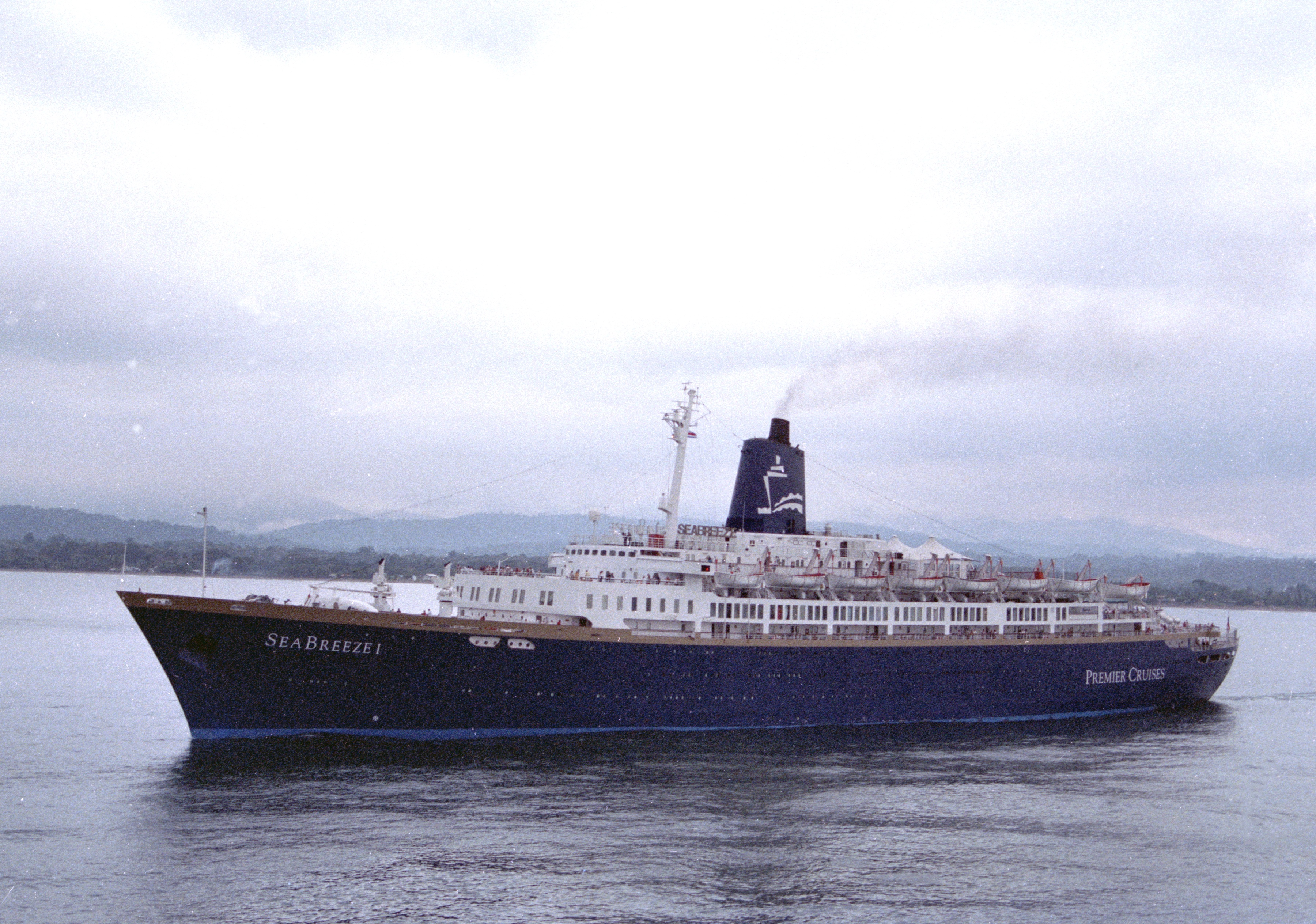
El SeaBreeze en el año 1999.

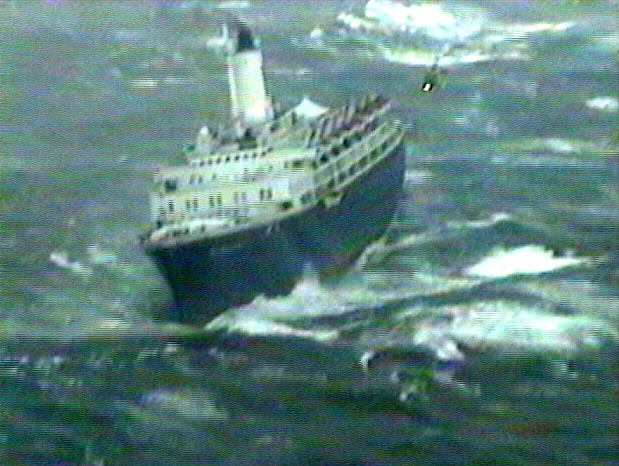
El SeaBreeze se hunde frente al Cabo Henry el 17 de diciembre de 2000.

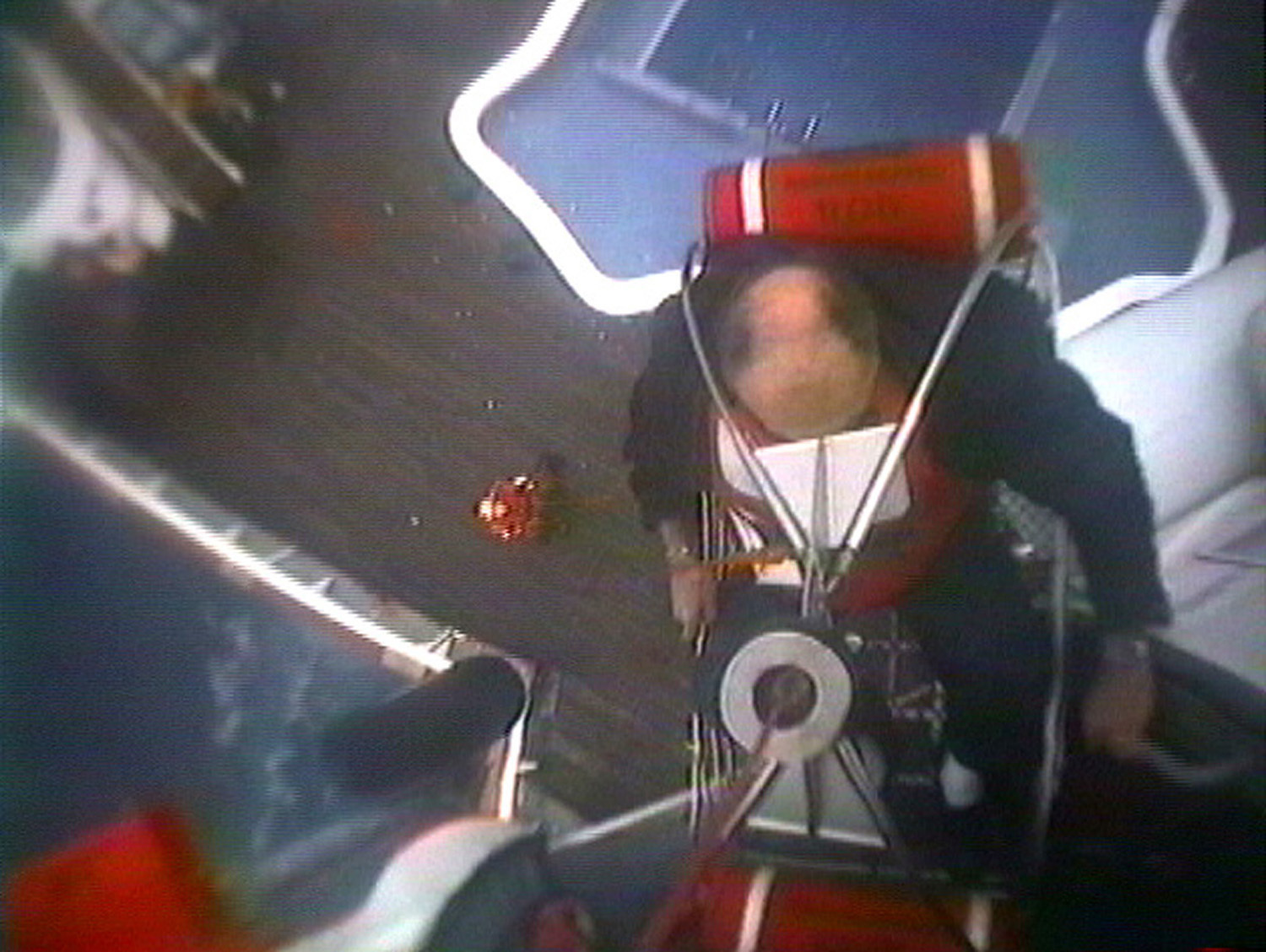
Un pasajero siendo evacuado por helicóptero del SeaBreeze

El 17 de diciembre de 2000, el buque se hundió frente a la costa de Carolina del Norte/Virginia. Al parecer, la caldera se rompió y dañó el barco.
La investigación sobre el naufragio del Seabreeze I causó preocupación internacional, basada en numerosos incidentes sospechosos, incluido el hecho de que el barco sólo podía alcanzar un precio de entre 5 y 6 millones de dólares como chatarra, pero tenía una póliza de seguro de 20 millones de dólares. El crucero se hundió en aguas internacionales enarbolando pabellón panameño, lo que hizo a Panamá responsable de la investigación del hundimiento.
El capitán del buque comunicó a los guardacostas estadounidenses que su barco corría peligro inminente de hundirse debido a la inundación de la sala de máquinas por los fuertes vientos y el mar de 7,6 m. En aquel momento, los guardacostas creían que era muy improbable que un barco tan grande se hundiera tan rápidamente, y se sorprendieron cuando el capitán griego exigió que se sacara a toda la tripulación del barco, en lugar de solicitar remolcadores de salvamento e intentar remolcarlo hasta la costa para recuperarlo. Posteriormente, los 34 tripulantes fueron rescatados; no había pasajeros a bordo.
En el momento del hundimiento, Steven Cotton, de la Federación Internacional de los Trabajadores del Transporte en Londres, declaró que hubiera deseado que el barco, que se hundió a 225 millas náuticas (417 km) de la costa de Virginia, se hubiera hundido 25 millas náuticas (46 km) más cerca de la costa, porque eso habría puesto el caso en manos de los investigadores estadounidenses. Según Cotton, "el historial de Panamá en la realización de investigaciones exhaustivas sobre hundimientos de buques no es muy bueno".
El buque acababa de ser adquirido por Cruise Ventures III, filial de DLJ Capital Funding, con sede en Nueva York, y viajaba de Halifax (Nueva Escocia) a Charleston (Carolina del Sur).